# Pomaderris grandis
Pomaderris grandis är en brakvedsväxtart som beskrevs av F. Müll.. Pomaderris grandis ingår i släktet Pomaderris och familjen brakvedsväxter. Inga underarter finns listade i Catalogue of Life.